# Андо Момофуку

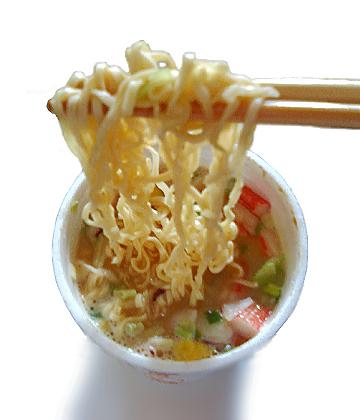
Локшина швидкого приготування

Андо Момофуку (яп. 安藤 百福, від народження — У Байфу́ (яп. 吳百福); 5 березня 1910, Тайвань — 5 січня 2007, Осака, Японія) — японський винахідник локшини швидкого приготування і супу з неї. Андо Момофуку заснував компанію Nissin Food Products Co., Ltd і був її керівником протягом всіх років.
В опитуванні громадської думки в Японії, проведеному в 2000 році, винахід локшини швидкого приготування назвали головним японським винаходом XX століття.

## Біографія
Андо Момофуку народився на окупованому японцями Тайвані 5 березня 1910 року і рано осиротів. Дідусь з бабусею як могли виховували сироту, але хлопчина виріс заповзятливим: вже в 22 роки він відкриває власний текстильний бізнес. Після Другої світової війни повалена імператорська Японія відчувала гостру нестачу продовольства. Момофуку прийняв японське підданство і переїхав до Осаки. У ту пору Андо Момофуку працював керуючим директором кредитної спілки. Але незабаром контора збанкрутувала, і молодий фінансист залишився на вулиці без жодної ієни. Андо вирішує, що інструментом підкорення ринку має стати недорогий і смачний продукт.
Японія — країна традиційної рисової культури, і хліб півстоліття тому був для японців незвичною їжею. Однак після початку постачання харчів зі США в країну стали завозити американську пшеницю. Саме в той час Момофуку перетворив свій будинок на лабораторію, вирішивши зробити локшину швидкого приготування. Він пробував різні способи сушіння, але довгий час не вдавалося отримати локшину, яку можна було б швидко приготувати і довго зберігати.
Відкриття було зроблено випадково. Момофуку звернув увагу на рідке бездріжджове тісто, яке готувала його дружина для темпури (японський спосіб смаження в олії). Під час приготування в тісті утворювалося безліч дірочок — як у губці. Андо спробував застосувати цю технологію для виробництва локшини швидкого приготування, і вона врешті вдалася. Так народився знаменитий швидкорозчинний шедевр — «Chikin Ramen», локшина зі смаком курки.
У 1958 році Андо Момофуку відкрив торгову ятку і став популяризувати свою торгову марку. Андо був переконаний, що його рецепт дозволить знищити на планеті голод і тим самим усуне головну причину війн. Саме тому локшину він робив із куриним бульйоном — адже в жодній відомій йому національній кухні не існувало заборони на курятину.
Незабаром його локшина стала популярною. А через 30 років після першого винаходу Андо розробив новий продукт, який назвав «Локшина в чашці» (Cup Noodles). До нього ніхто не додумався випускати локшину саме так. Сьогодні у всьому світі щорічно вживають 44 000 000 000 порцій локшини і вермішелі швидкого приготування.
В наш час різновиди макаронних виробів швидкого приготування можна купити в будь-якій країні світу, а винахід Андо Момофуку став невід'ємною частиною світової культури харчового споживання. У США локшина швидкого приготування стала популярною у 1970-тих роках, в Україні з'явилася в дев'яності роки.
В опитуванні громадської думки в Японії, проведеному в 2000 році, винахід Андо Момофуку — локшину швидкого приготування — назвали головним японським винаходом ХХ століття. Коли японці підводили риску під другим тисячоліттям, найбільшими винаходами країни вони назвали розчинний суп з локшини. На друге місце вони поставили караоке. І лише на п'яте — компактний диск.
Помер Андо Момофуку 5 січня 2007 року в Осаці (Японія). Урну з прахом винахідника запустили в космос, де і розвіяли прах.
5 березня 2015 року на головній сторінці пошуковика Google з'явився черговий дудл. Цього разу його присвячено японцеві Андо Момофуку, який винайшов локшину швидкого приготування.